# Saison 2015 de l'équipe cycliste BKCP-Corendon
La saison 2015 de l'équipe cycliste BKCP-Corendon est la septième de cette équipe. L'équipe était dénommée BKCP-Powerplus jusqu'au 4 septembre inclus.

## Préparation de la saison 2015

### Arrivées et départs
| Arrivées      | Équipe 2014 |
| ------------- | ----------- |
| Adam Toupalik |             |

| Départs      | Équipe 2015                                     |
| ------------ | ----------------------------------------------- |
| Niels Albert | Directeur sportif Vastgoedservice-Golden Palace |

## Coureurs et encadrement technique

### Effectif
| Cycliste             | Date de naissance | Nationalité | Équipe 2014     |  |
| -------------------- | ----------------- | ----------- | --------------- |  |
| Vincent Baestaens    | 18 juin 1989      | Belgique    | BKCP-Powerplus  |  |
| Michael Boroš        | 9 août 1992       | Tchéquie    | ČEZ Cyklo Tábor |  |
| Wietse Bosmans       | 30 décembre 1991  | Belgique    | BKCP-Powerplus  |  |
| Stijn Caluwé         | 29 janvier 1996   | Belgique    |                 |  |
| Daan Hoeyberghs      | 18 septembre 1994 | Belgique    | BKCP-Powerplus  |  |
| Lubomír Petruš       | 17 juillet 1990   | Tchéquie    | BKCP-Powerplus  |  |
| Adam Toupalik        | 9 mai 1996        | Tchéquie    |                 |  |
| David van der Poel   | 15 juin 1992      | Pays-Bas    | BKCP-Powerplus  |  |
| Mathieu van der Poel | 19 janvier 1995   | Pays-Bas    | BKCP-Powerplus  |  |
| Philipp Walsleben    | 19 novembre 1987  | Allemagne   | BKCP-Powerplus  |  |
| Toon Wouters         | 21 novembre 1994  | Pays-Bas    | BKCP-Powerplus  |  |

Portraits
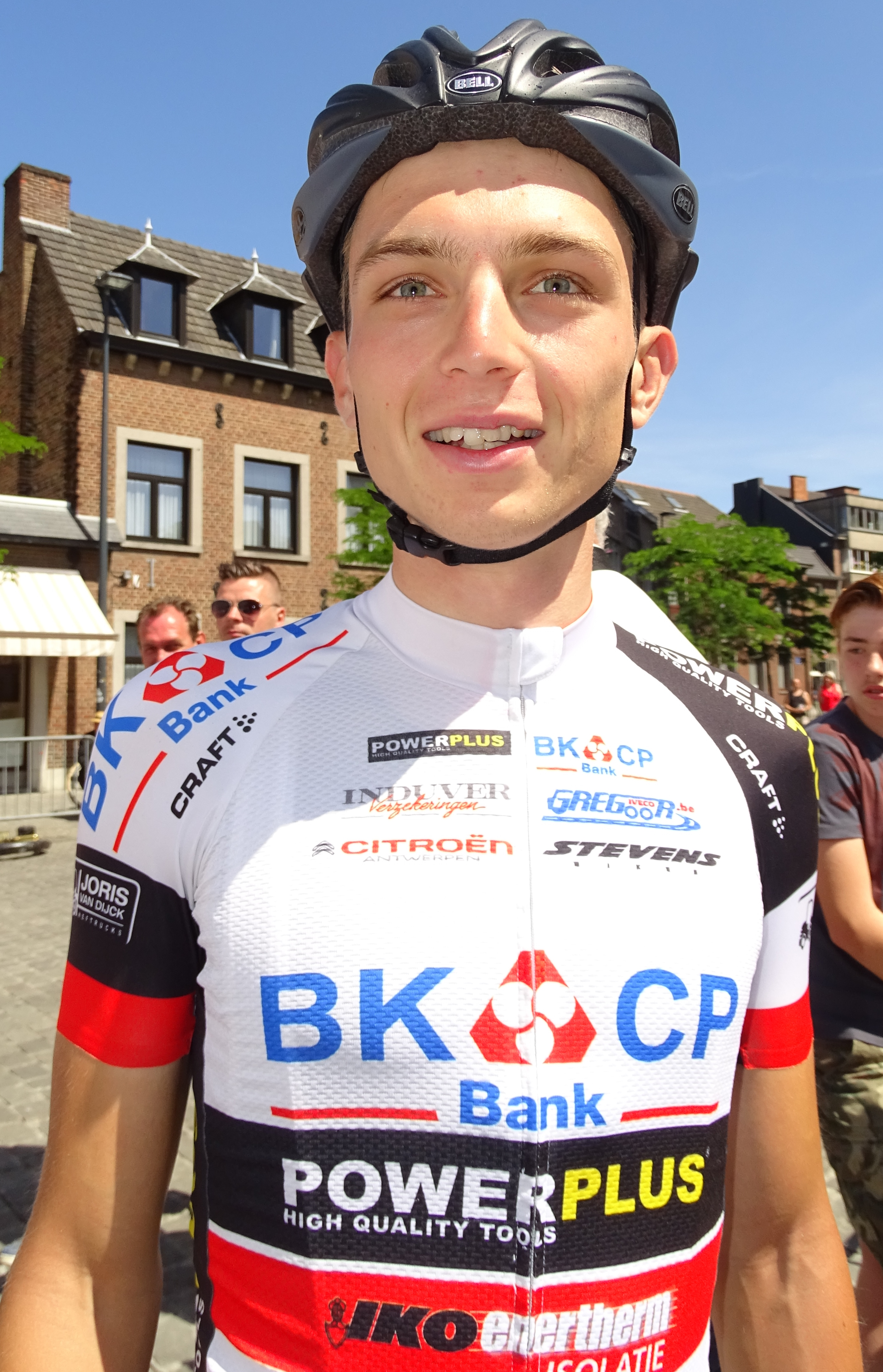
Michael Boroš.
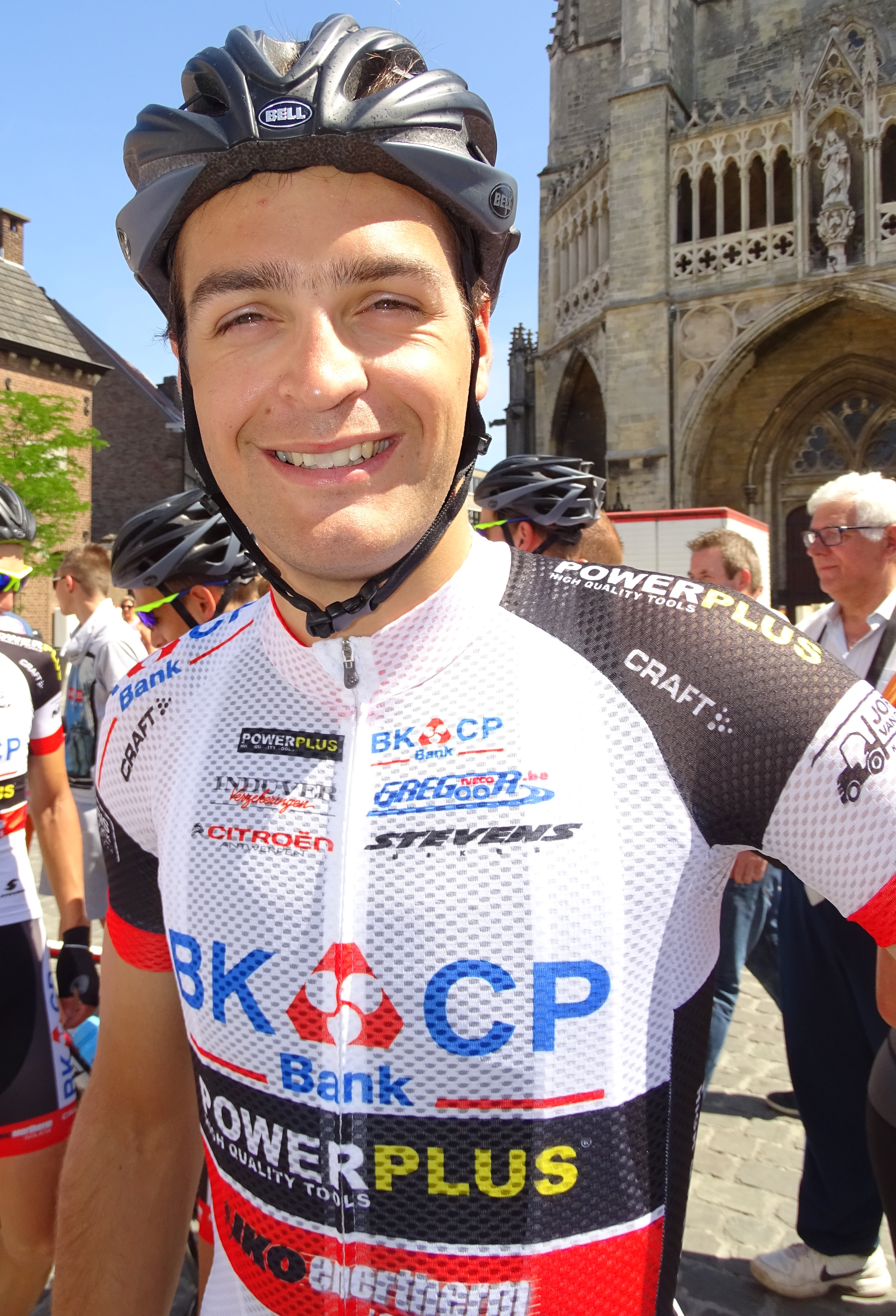
Wietse Bosmans.
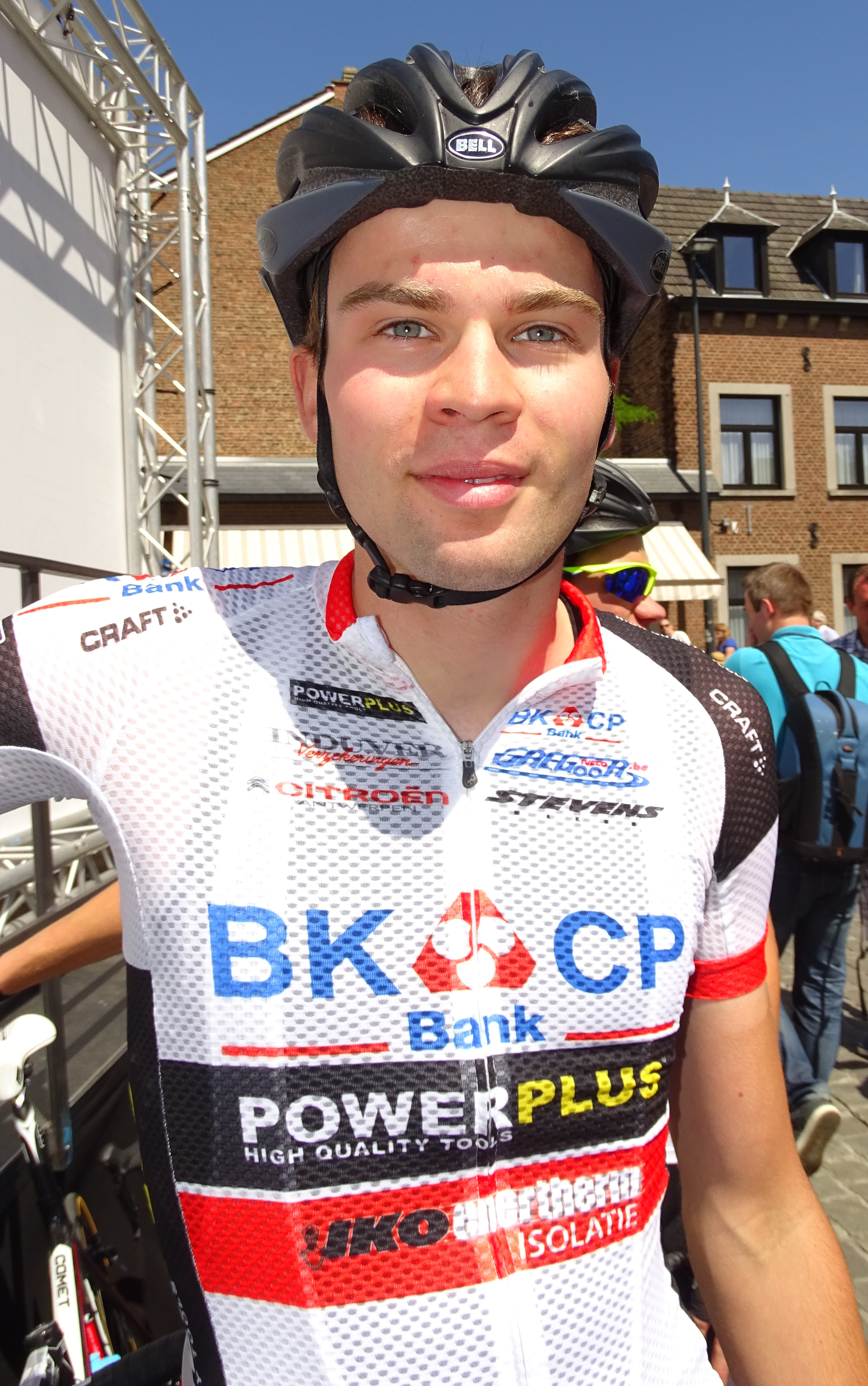
Stijn Caluwé.
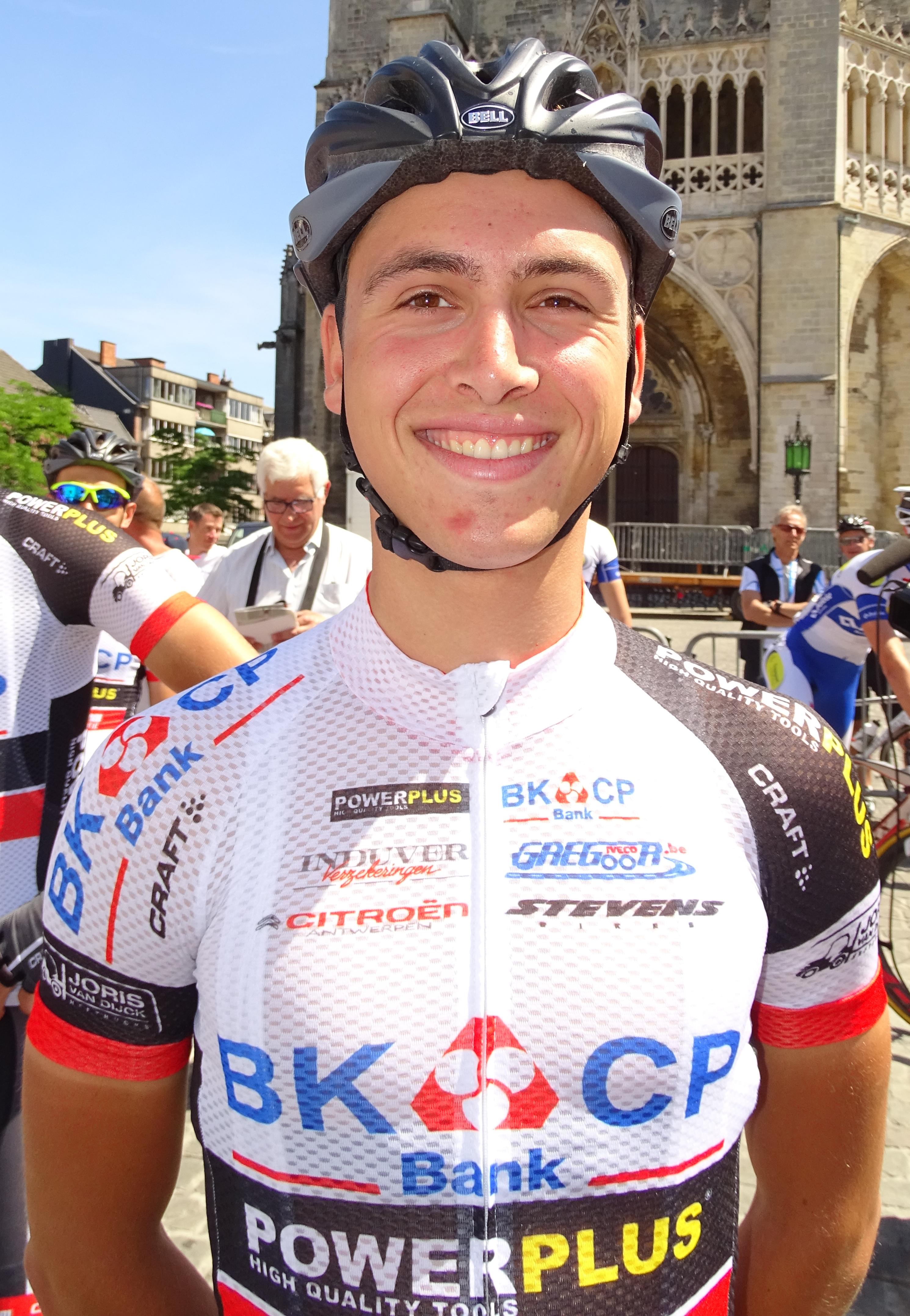
Daan Hoeyberghs.
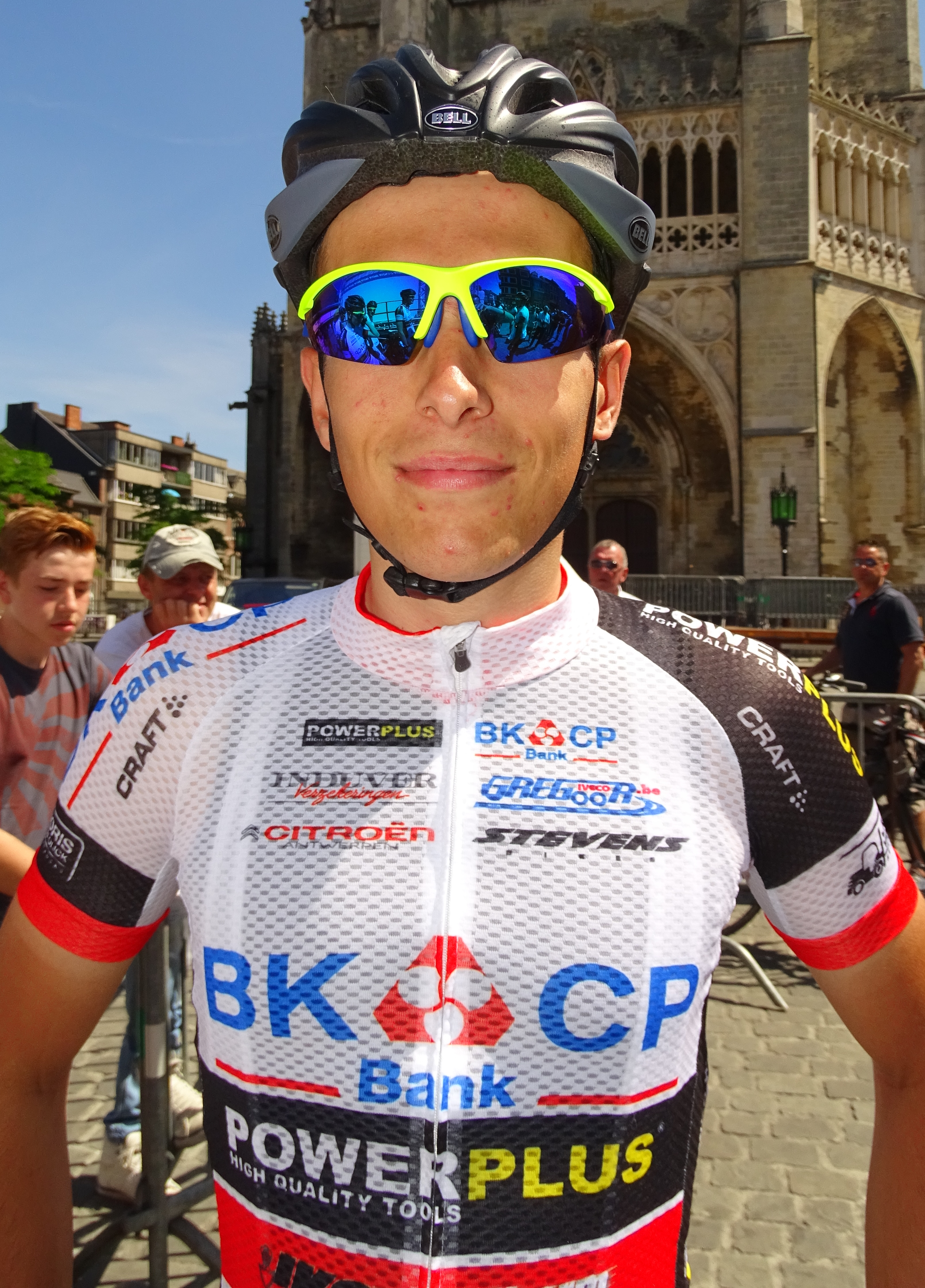
Adam Toupalik.
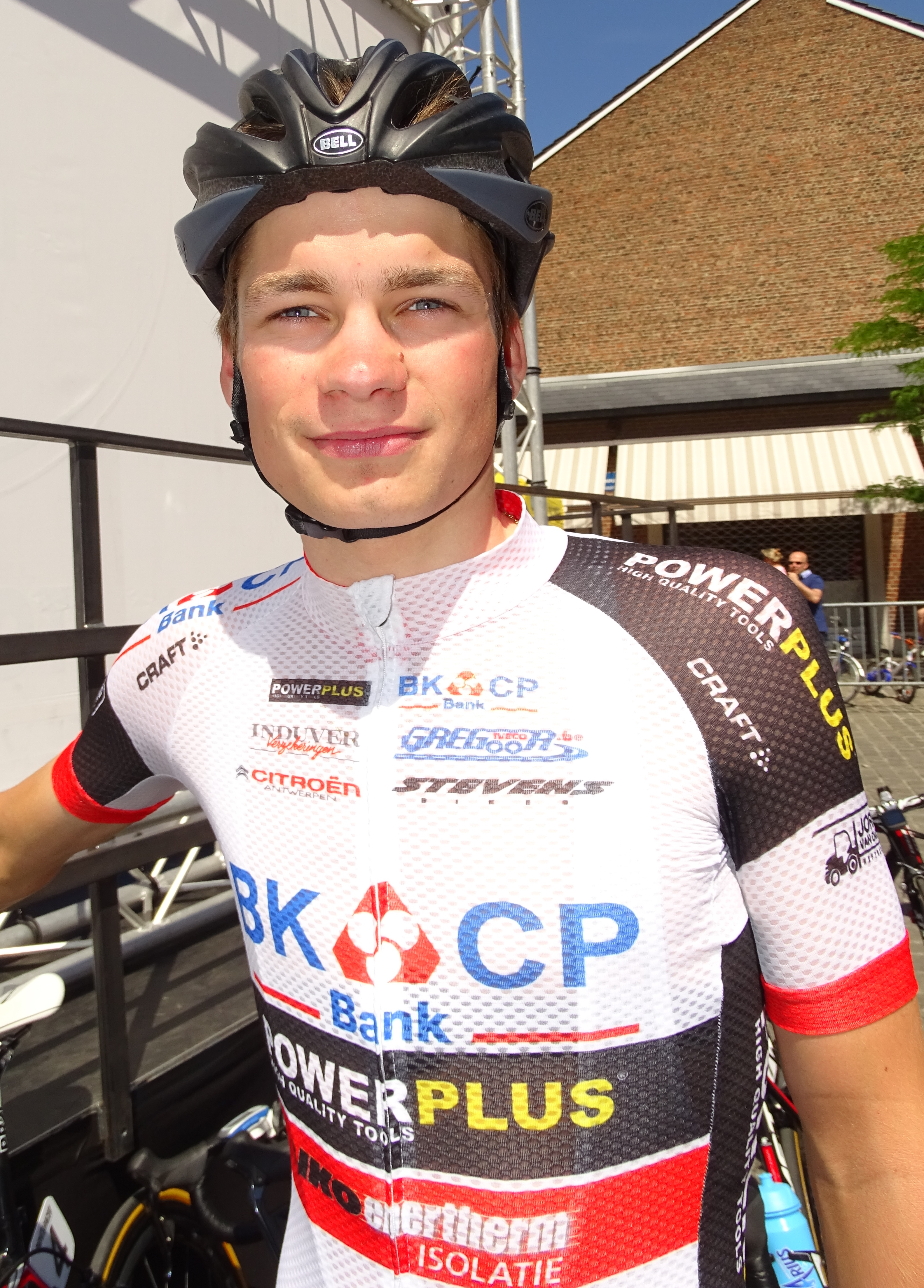
David van der Poel.
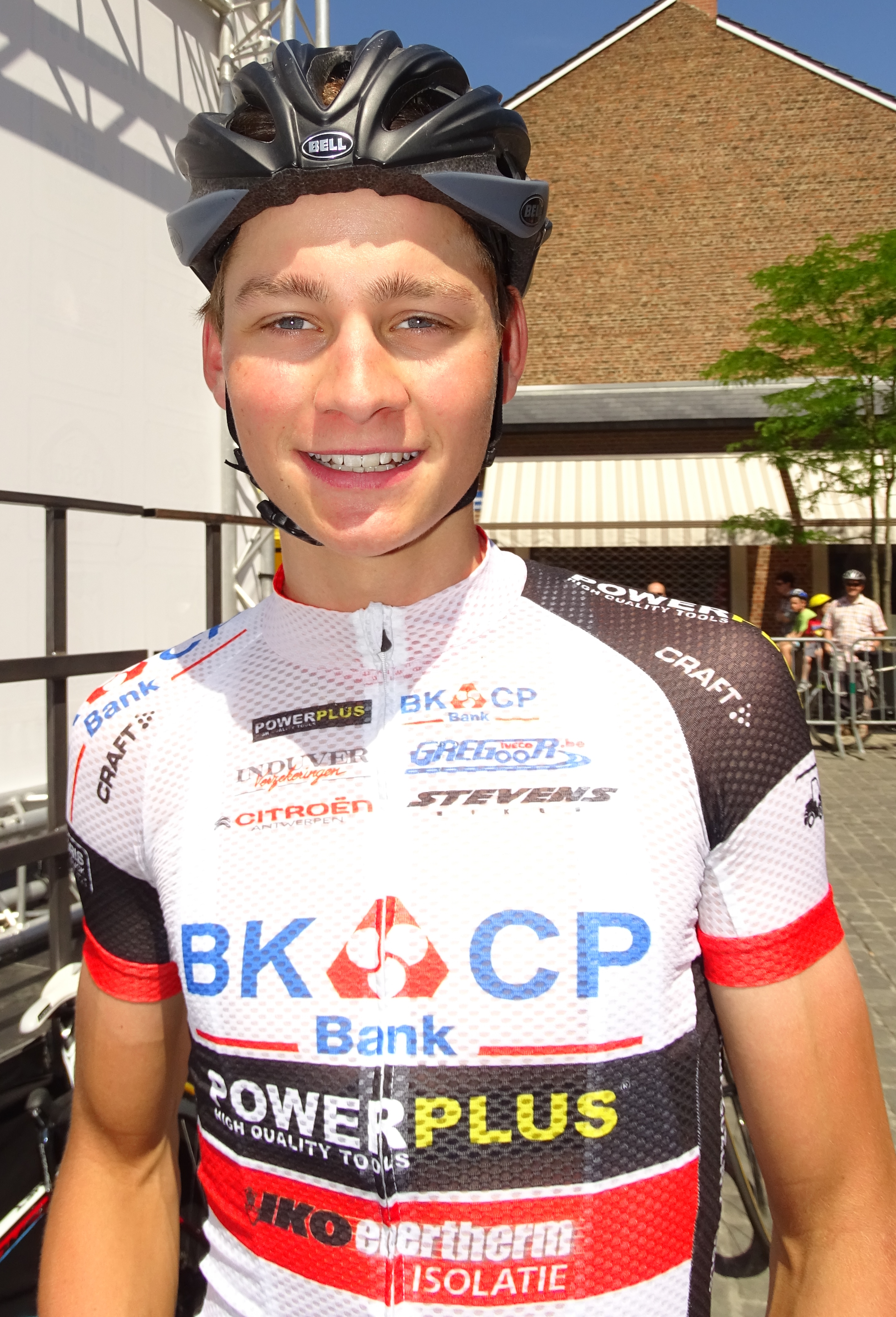
Mathieu van der Poel.
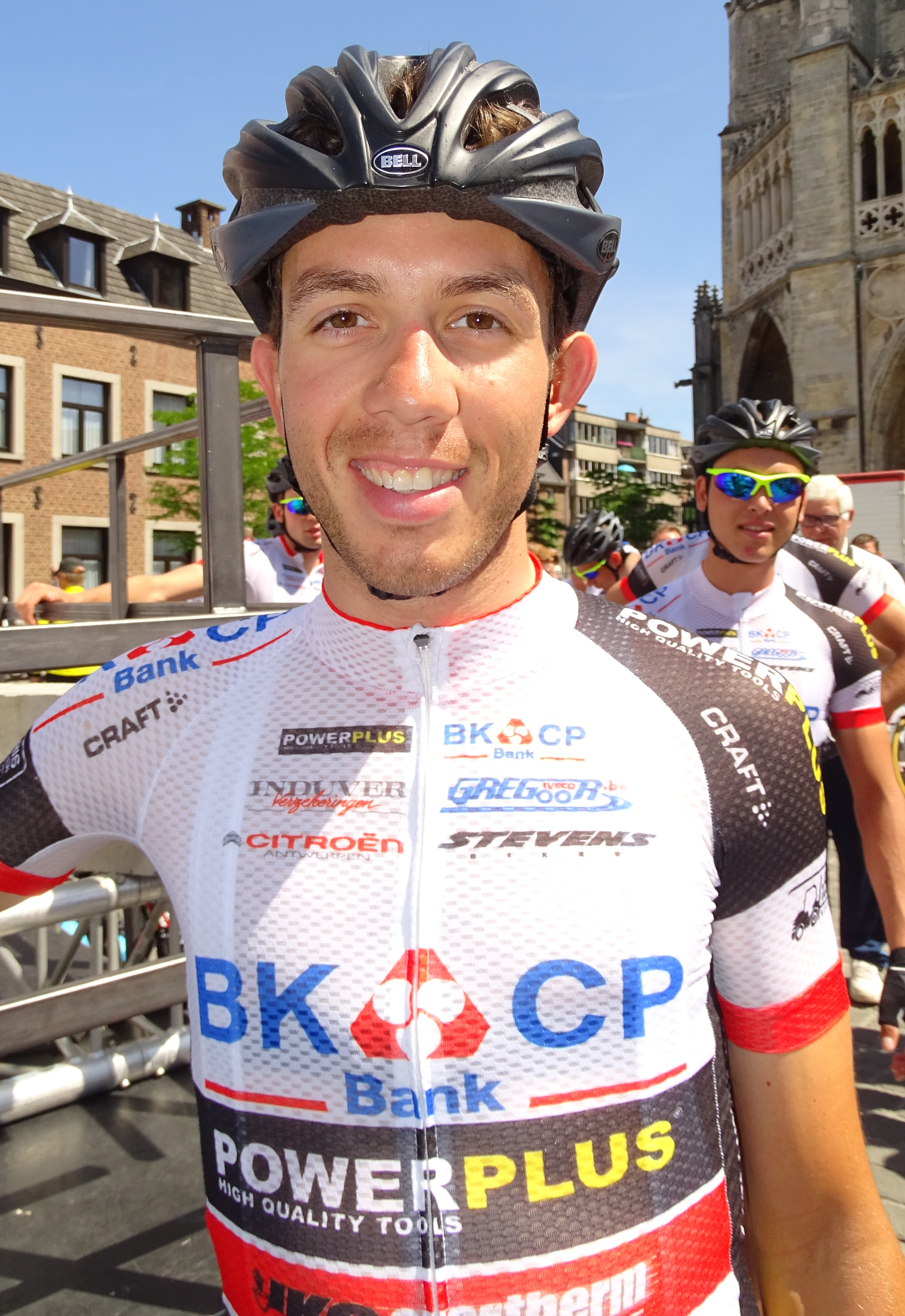
Philipp Walsleben.

## Bilan de la saison

### Victoires

#### Sur route
| Date | Course | Pays | Classe | Vainqueur |
| ---- | ------ | ---- | ------ | --------- |

#### En cyclo-cross
| Date       | Course                                                    | Pays       | Classe | Vainqueur            |
| ---------- | --------------------------------------------------------- | ---------- | ------ | -------------------- |
| 01/01/2015 | Grand Prix Hotel Threeland, Pétange                       | Luxembourg | C2     | David van der Poel   |
| 02/01/2015 | Radquer Bussnang                                          | Suisse     | C1     | David van der Poel   |
| 04/01/2015 | Soudal Cyclocross Leuven, Louvain                         | Belgique   | C1     | Mathieu van der Poel |
| 10/01/2015 | Championnat de République tchèque de cyclo-cross          | Tchéquie   | CN     | Adam Toupalik        |
| 11/01/2015 | Championnat des Pays-Bas de cyclo-cross                   | Pays-Bas   | CN     | Mathieu van der Poel |
| 25/01/2015 | Coupe du monde de cyclo-cross #6, Hoogerheide             | Belgique   | CDM    | Mathieu van der Poel |
| 01/02/2015 | Championnats du monde de cyclo-cross, Tábor               | Tchéquie   | CM     | Mathieu van der Poel |
| 07/02/2015 | Trophée Banque Bpost #8, Lille                            | Belgique   | C1     | Mathieu van der Poel |
| 08/02/2015 | Superprestige #7, Hoogstraten                             | Belgique   | C1     | Mathieu van der Poel |
| 21/02/2015 | Boels Classic Internationale Cyclocross, Heerlen          | Pays-Bas   | C1     | Mathieu van der Poel |
| 30/08/2015 | QianSen Trophy Cyclocross #1 - Yanqing Station, Beijing   | Chine      | C1     | Wietse Bosmans       |
| 02/09/2015 | QianSen Trophy Cyclocross #2 - Qiongzhong Station, Hainan | Chine      | C1     | Wietse Bosmans       |
| 06/09/2015 | Ellison Park CX Festival #2, Rochester                    | États-Unis | C2     | Vincent Baestaens    |
| 12/09/2015 | Nittany Lion Cross #1, Breinigsville                      | États-Unis | C2     | Wietse Bosmans       |
| 13/09/2015 | Nittany Lion Cross #2, Breinigsville                      | États-Unis | C2     | Wietse Bosmans       |

### Classement UCI

#### UCI Europe Tour
| Rang | Coureur | Points |
| ---- | ------- | ------ |